# 彼得羅阿火山

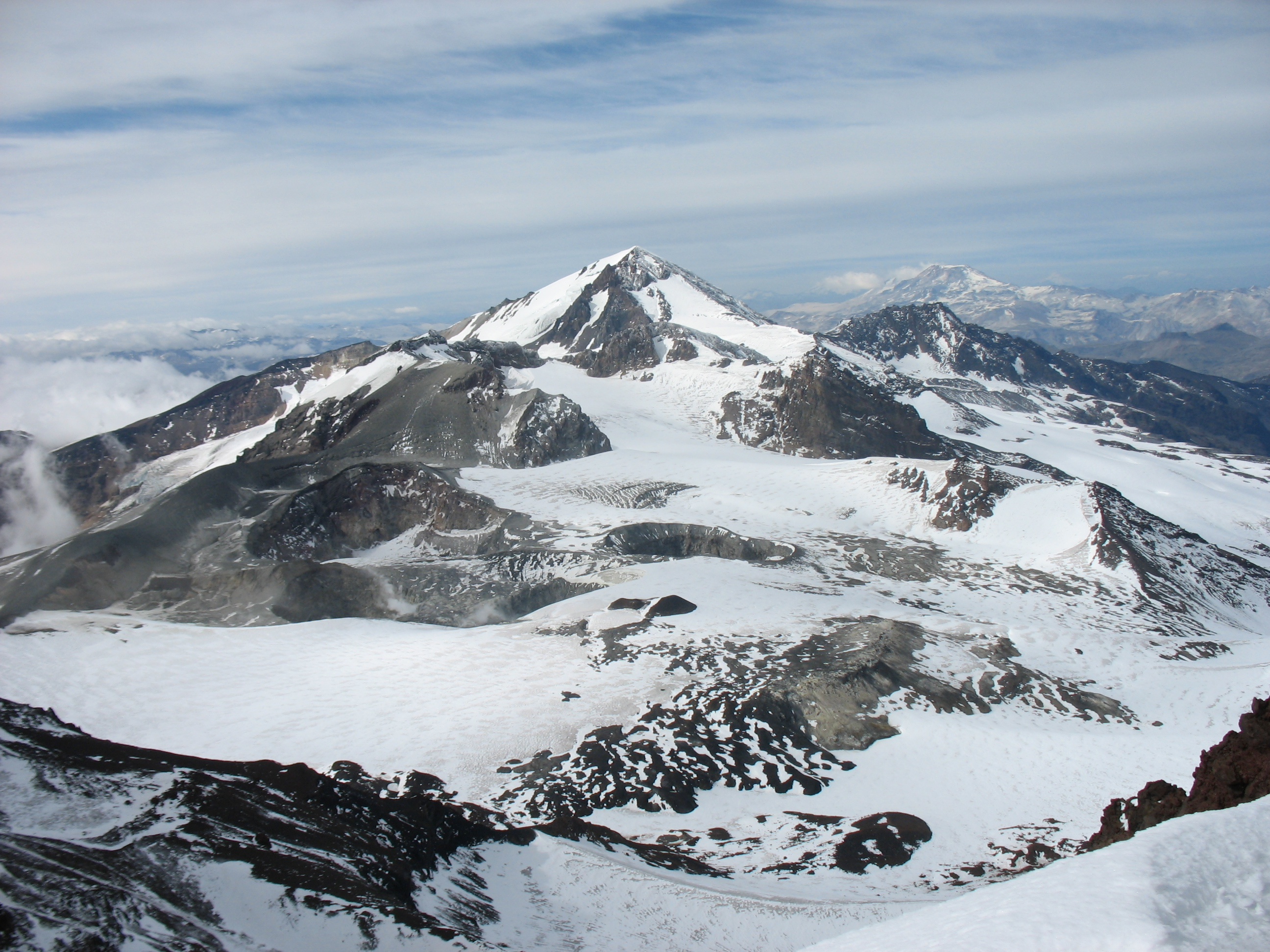

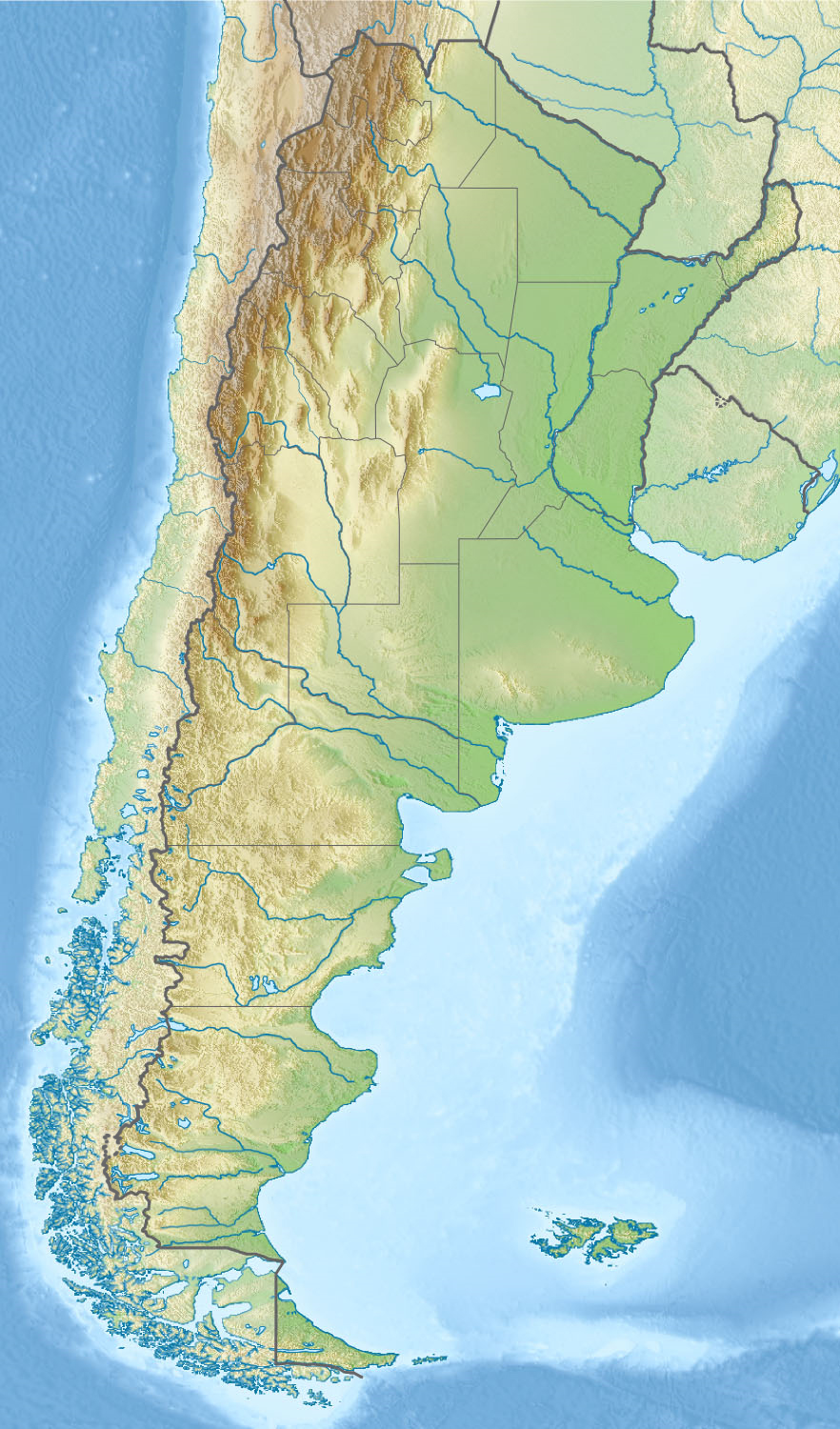

彼得羅阿火山是南美洲的火山，位於阿根廷和智利接壤的邊境，屬於安第斯山脈的一部分，海拔高度4,107米，最近一次火山爆發在2011年2月至6月期間發生。